# La Femme en vert (roman)
Pour les articles homonymes, voir La Femme en vert.
Ne doit pas être confondu avec Femmes pour l'avenir d'Israël, une organisation également appelée Femmes en vert.
La Femme en vert est un roman policier islandais d'Arnaldur Indriðason. Publié aux éditions Métailié en 2006, il a été traduit par Éric Boury. Son titre original est Grafarþögn.

## Résumé
Deuxième épisode des enquêtes du commissaire Erlendur : un os humain est mis au jour par un enfant dans une banlieue pavillonnaire de Reykjavik. Le cadavre pourrait être enterré là depuis la dernière guerre.
Le récit comporte de nombreux retours dans le passé. En 1940, une maison se dressait à cet endroit, alors isolée sur la lande. Son propriétaire l'a mise en location lorsque sa fiancée a disparu. Une famille s'y est installée. Durant la guerre, des soldats américains occupaient des casernements à proximité... L'enquête mêle plusieurs récits : les recherches actuelles et les rencontres avec les derniers témoins ; l'histoire tragique des occupants de la maison, une famille vivant sous la coupe d'un père violent et tyrannique ; l'hospitalisation d'Eva Lind, la fille d'Erlendur, dans le coma, elle n'a pu mener à bien sa grossesse.

## Récompenses
2003 Prix Clé de verre du roman noir scandinave
2005 Prix CWA Gold Dagger Award
2006 Prix fiction du livre insulaire d'Ouessant
2007 Grand prix des lectrices d'Elle

## Éditions
- Métailié Noir, 2006  (ISBN 2-86424-566-3)

- Points policier no P1598, 2007  (ISBN 978-2-7578-0317-2)